# David Solomonowitsch Schor

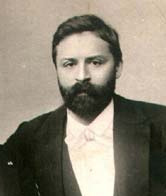
David Solomonowitsch Schor

David Solomonowitsch Schor (Давид Соломонович Шор; David Shor; * 1867 in Simferopol; † 1. Juni 1942 in Tel Aviv) war ein russisch-jüdischer Pianist und Musikpädagoge.

## Biografie
Schor erhielt den ersten Klavierunterricht bei seinem Vater. Von 1880 bis 1885 studierte er am Sankt Peterburger Konservatorium bei Karel van Ark (Карл Карлович Фан-Арк) und Wassili Iljitsch Safonow. 1885 folgte er Safonow ans Moskauer Konservatorium, wo er 1889 das Konzertexamen ablegte. In den nächsten Jahren trat er als Pianist in verschiedenen Städten Russlands auf. 1892 gründete er mit dem Geiger David Krein und dem Cellisten Modest Altschuler das Moskauer Trio, mit dem er Konzerte in Moskau, Sankt Petersburg, Berlin, Paris und London gab.
1907 trat er aus dem Moskauer Trio aus und gründete das Beethovenstudio zur Förderung der klassischen Musik, das unter seiner Leitung Konzerte, Vorträge und Musikabende veranstaltete. Daneben gab er öffentliche Vorträge zur Musikgeschichte und leitete von 1918 bis 1925 eine Klavierklasse als Professor am Moskauer Konservatorium.
Als persönlichem Freund von Lew Borissowitsch Kamenew gelang es ihm eine Zeit lang, Gespräche zwischen der russischen zionistischen Bewegung und Vertretern der Staatsführung wie Alexei Iwanowitsch Rykow, Pjotr Germogenowitsch Smidowitsch und Juri Larin – einschließlich eines Treffens von Vertretern von Hechaluz mit Stalin selbst – zu organisieren. Diese fanden ein Ende, als in zionistischen Kreisen antisowjetische Flugblätter gefunden wurden.
Schor selbst wanderte 1925 nach Palästina aus und ließ sich 1927 in Tel Aviv nieder. Mit seinem Sohn Joshua Schor organisierte er die Musikerziehung in Tel Aviv und gründete dort 1936 ein Musikinstitut. Als Pianist trat er letztmals wenige Monate vor seinem Tod im März 1942 auf.